# 석지영
석지영(영어: Jeannie Suk Gersen)은 미국 하버드 로스쿨의 교수이다.

## 생애
석지영은 예일 대학교에서 불문학을 전공하여 1995년 학사 학위를 받고, 옥스퍼드 대학교에서 1999년 문학박사 학위를 받았다. 이후 2002년 하버드 로스쿨에서 법무박사 학위를 받은 후, 2006년 하버드 로스쿨 조교수(assistant professor)가 된다. 2010년 테뉴어를 받아, 최초의 동양계 여성 하버드 로스쿨 종신 교수가 되었다.